# 印制电路板

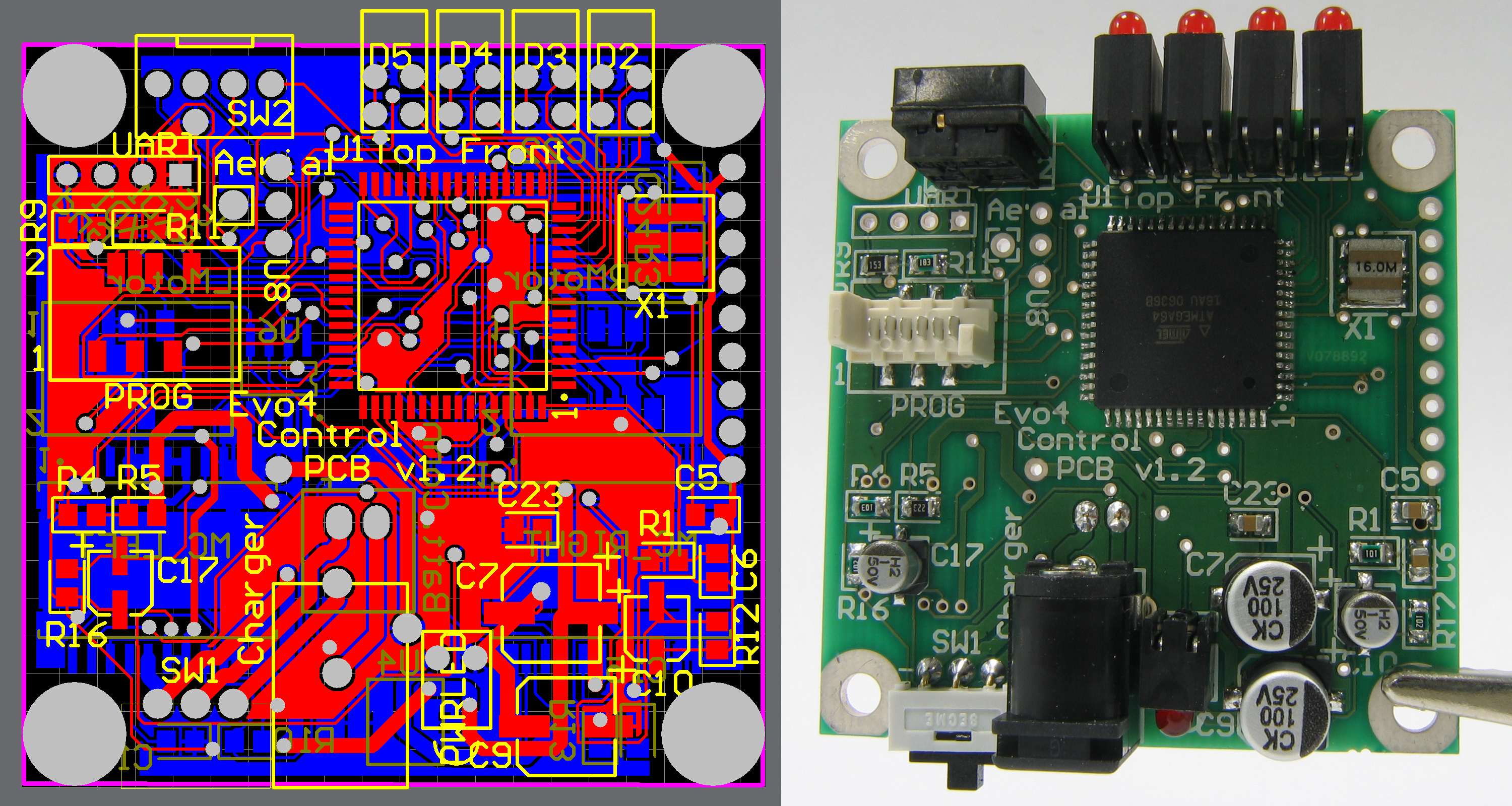
印刷電路板

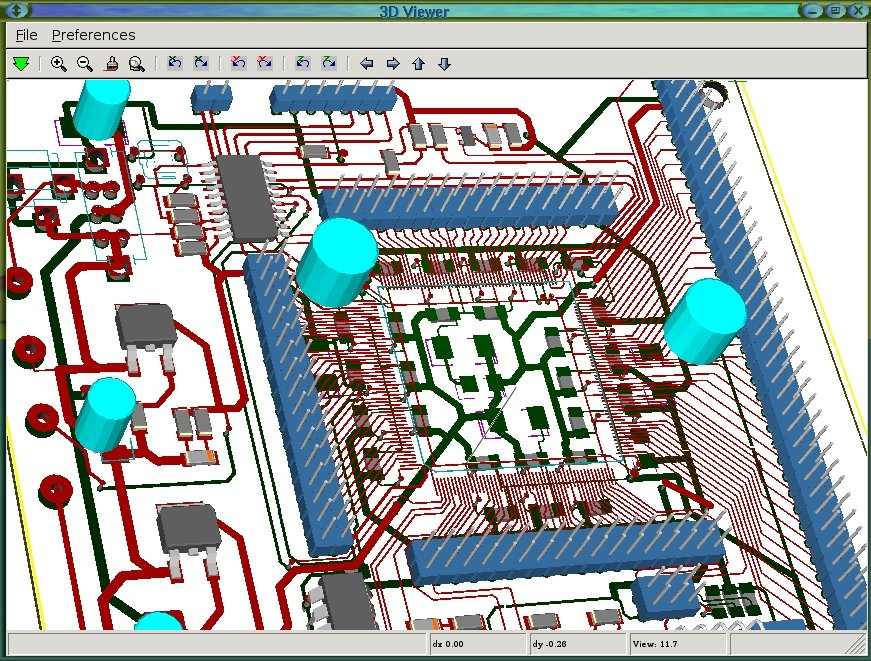
電子設計自動化Kicad_Pcbnew3D軟體設計的電路板畫面

印刷电路板，又称印制电路板，印刷线路板，常用英文缩写PCB（Printed circuit board）或PWB（Printed wire board），是电子元件的支撑体，在這其中有金屬導體作为連接电子元器件的線路。
傳統的電路板，採用印刷蝕刻阻劑的工法，做出電路的線路及圖面，因此被稱為印刷電路板或印刷線路板。由於電子產品不斷微小化跟精細化，目前大多數的電路板都是採用貼附蝕刻阻劑（壓膜或塗佈），經過曝光顯影後，再以蝕刻做出電路板。
PCB最早使用的是纸基覆铜印制板。自半导体晶体管于20世纪50年代出现以来，对印制板的需求量急剧上升。特别是集成电路的迅速发展及广泛应用，使电子设备的体积越来越小，电路布线密度和难度越来越大，这就要求印制板要不断更新。目前印制板的品种已从单面板发展到双面板、多层板和挠性板；结构和质量也已发展到超高密度、微型化和高可靠性程度；新的设计方法、设计用品和制板材料、制板工艺不断涌现。

## 历史

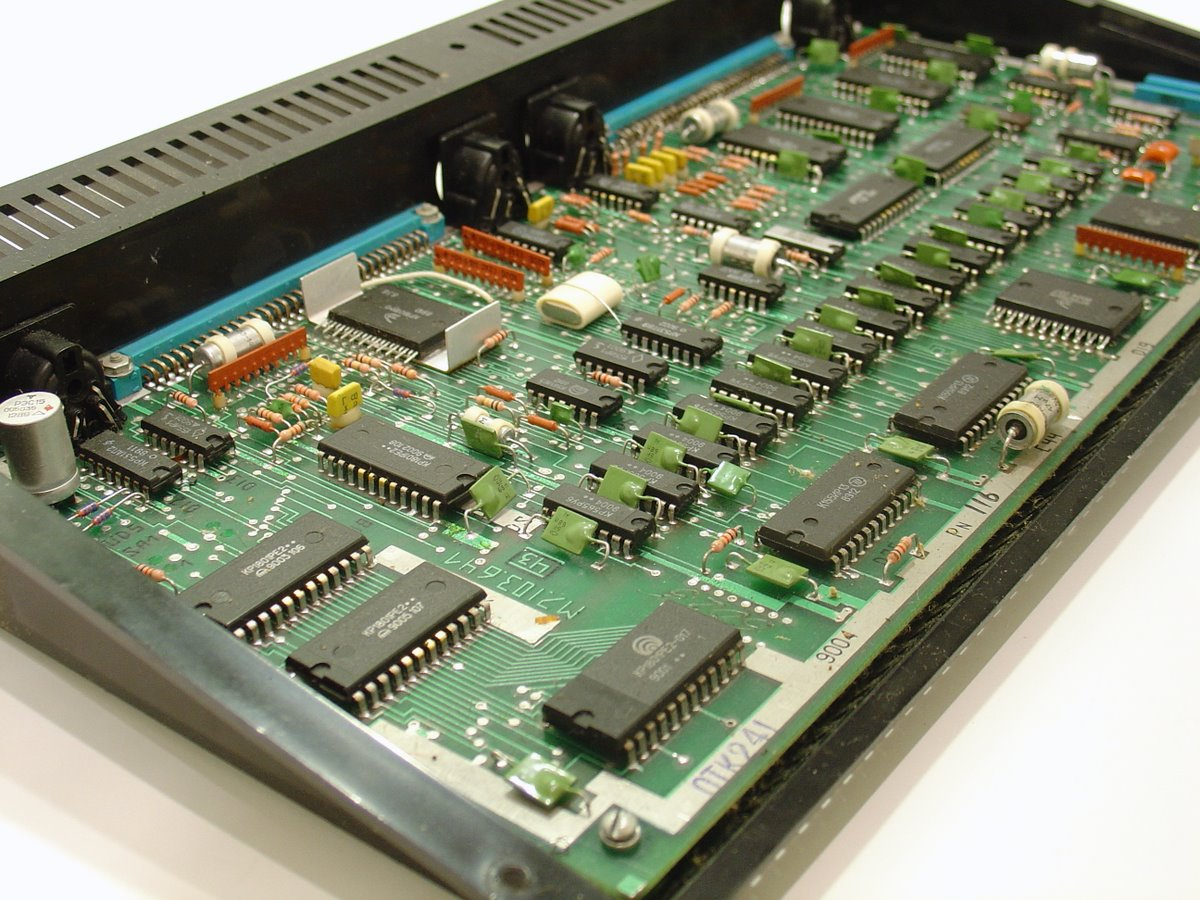
有對外接口的電路板，可以跟別的系統電路板連結

在印制电路板出现之前，电子元件之间的互连都是依靠电线直接连接而组成完整的线路。现在，电路面包板只是作为有效的实验工具而存在，而印刷电路板在电子工业中已经成了占据绝对统治的地位。
20世紀初，人們為了簡化電子機器的製作，減少電子零件間的配線，降低製作成本等優點，於是開始鑽研以印刷的方式取代配線的方法。三十年間，不斷有工程師提出在絕緣的基板上加以金屬導體作配線。而最成功的是1925年，美國的 Charles Ducas 在絕緣的基板上印刷出線路圖案，再以電鍍的方式在绝缘基材上印刷出导体线路图案，稱為加成法。
直至1936年，奥地利人保罗·爱斯勒（Paul Eisler）在英國發表箔膜技術，他在一个收音机装置内采用了印刷电路板；而在日本，宮本喜之助以噴附配線法成功申請專利。而兩者中  Charles Ducas、宮本喜之助的做法是只加上所需的配線；而Paul Eisler的方法與現今的印刷電路板最為相似，即在覆盖金属箔的绝缘基板上选择性涂覆抗蚀剂，刻蚀掉非必要铜区制备电子线路，這類做法稱為減去法。雖然如此，但因為當時的電子零件發熱量大，兩者的基板也難以配合使用，以致未有正式的實用作，不過也使印刷電路技術更進一步。
1941年，美國在滑石上漆上銅膏作配線，以製作近接信管。1943年，美国人将该技术大量使用于军用收音机内。1947年，環氧樹脂開始用作製造基板。同時美國國家標準局開始研究以印刷電路技術形成線圈、電容器、電阻器等製造技術。1948年，美国正式认可这个发明用于商业用途。自20世纪50年代起，發熱量較低的電晶體大量取代真空管的地位，印刷电路版技术才开始被广泛采用，當時以蝕刻箔膜技術為主流。1950年，日本使用玻璃基板上以銀漆作配線；和以酚醛樹脂製的紙質酚醛基板（CCL）上以銅箔作配線。1951年，聚酰亞胺的出現，使樹脂的耐熱性再進一步，也製造聚亞醯胺基板。1953年，Motorola開發出電鍍貫穿孔法的雙面板。這方法也應用到後期的多層電路板上。印刷電路板廣泛被使用10年後的60年代，其技術也日益成熟。而自從Motorola的雙面板問世，多層印刷電路板（Multi-Layer Board，MLB）開始出現，使配線與基板面積比更為提高。
1960年，V. Dahlgreen以印有電路的金屬箔膜貼在熱可塑性的塑膠中，造出軟性印刷電路板。
1961年，美國的Hazeltine Corporation參考電鍍貫穿孔法，製作出多層板。1967年，發表增層法之一的「Plated-up technology」。1969年，FD-R以聚醯亚胺製造軟性印刷電路板。1979年，Pactel發表增層法之一的「Pactel法」。1984年，NTT開發薄膜回路的「Copper Polyimide法」。1988年，西門子公司開發Microwiring Substrate的增層印刷電路板。
1990年，IBM開發「表面增層線路」（Surface Laminar Circuit，SLC）的增層印刷電路板。1995年，松下電器開發ALIVH的增層印刷電路板。
1996年，東芝開發B2it的增層印刷電路板。就在眾多的增層印刷電路板方案被提出的1990年代末期，增層印刷電路板也正式大量地被實用化。
21世纪初前后, 积层法MLB和挠性印制电路板（Flexible PrintedCircuit，FPC）快速发展，片式元器件小型化以及高密度安装方式，提高了电子产品互连密度。21世纪20年代，印制电路板向着高输入/输出（Input/Ouput，I/O）密度、高精细度（窄线宽/ 线距，Line/Space，L/S）、高集成度不断演进，呈现一体化集成和三维安装的特征。

## 製造

### 基材
基材普遍是以基板的絕緣及強化部分作分類，常見的原料為電木板、玻璃纖維板，以及各式的塑膠板。而PCB的製造商普遍會以一種以玻璃纖維不織物料以及環氧樹脂組成的絕緣預浸漬材料（prepreg），再以和銅箔壓製成銅箔基板備用。
而常見的基材及主要成份有：
- FR-1 ──酚醛棉纸，這基材通稱電木板（比FR-2較高經濟性）
- FR-2 ──酚醛棉纸，
- FR-3 ──棉紙、環氧樹脂
- FR-4 ──玻璃布（Woven glass）、環氧樹脂
- FR-5 ──玻璃布、環氧樹脂
- FR-6 ──毛面玻璃、聚酯
- G-10 ──玻璃布、環氧樹脂
- CEM-1 ──棉紙、環氧樹脂（阻燃）
- CEM-2 ──棉紙、環氧樹脂（非阻燃）
- CEM-3 ──玻璃布、環氧樹脂
- CEM-4 ──玻璃布、環氧樹脂
- CEM-5 ──玻璃布、多元酯
- AlN ──氮化鋁
- SIC ──碳化硅

### 金屬塗層
金屬塗層除了有基板上的配線外，也可以是基板線路跟電子元件焊接的地方。此外，由於不同的金屬价格不同，因此直接影響生產的成本。另外，每種金屬的可焊性、接觸性，電阻阻值等等不同，這也會直接影響元件的效能。
常用的金屬塗層有：
- 銅
- 錫
  - 厚度通常在5至15μm[7]
- 鉛錫合金（或錫銅合金）
  - 即焊料，厚度通常在5至25μm，錫含量約在63%[7]
- 金
  - 一般只會鍍在接口[7]
- 銀
  - 一般只會鍍在接口，或以整體也是銀的合金

### 線路設計
印制电路板的设计是以电路原理图為藍本，實現電路使用者所需要的功能。印刷电路板的设计主要指版图设计，需要内部电子元件、金属连线、通孔和外部链接的佈局、电磁保护、热耗散、串音等各种因素。优秀的線路設計可以节约生产成本，达到良好的电路性能和散热性能。简单的版图设计可以用手工实现，但複雜的線路設計一般也需要借助计算机辅助设计（CAD）实现，而著名的設計軟體有OrCAD、Pads （也即PowerPCB）、Altium designer（也即Protel）、FreePCB、CAM350、AutoCAD以及开源软件KiCad等。

### 電路板的基本組成
目前的電路板，主要由以下組成
- 線路與圖面(Pattern):線路是做為原件之間導通的工具，在設計上會另外設計大銅面作為接地及電源層。線路與圖面是同時做出的。
- 介電層(Dielectric):用來保持線路及各層之間的絕緣性，俗稱為基材
- 孔(Through hole / via):導通孔可使兩層次以上的線路彼此導通，較大的導通孔則做為零件插件用，另外有非導通孔(nPTH)通常用來作為表面贴装定位，組裝時固定螺絲用
- 防焊油墨(Solder resistant /Solder Mask) :並非全部的銅面都要吃錫上零件，因此非吃錫的區域，會印一層隔絕銅面吃錫的物質(通常為環氧樹脂)，避免非吃錫的線路間短路。根据不同的工艺，分为綠油、红油、蓝油。
- 丝印（Legend /Marking/Silk screen):此為非必要的结构，主要的功能是在電路板上標註各零件的名稱、位置框，方便組裝後維修及辨識用。
- 表面處理(Surface Finish):由於銅面在一般環境中，很容易氧化，導致無法上錫(焊錫性不良)，因此會在要吃錫的銅面上進行保護。保護的方式有噴錫(HASL)，化金(ENIG)，化銀(Immersion Silver)，化錫(Immersion Tin)，有機保焊劑(OSP)，方法各有優缺點，統稱為表面處理。

### 基本製作
根據不同的技術可分為消除和增加兩大類過程。

#### 減去法
減去法（Subtractive），是利用化學品或機械將空白的電路板（即鋪有完整一塊的金屬箔的電路板）上不需要的地方除去，餘下的地方便是所需要的電路。
- 絲網印刷：把預先設計好的電路圖制成絲網遮罩，絲網上不需要的電路部分會被蠟或者不透水的物料覆蓋，然後把絲網遮罩放到空白線路板上面，再在絲網上油上不會被腐蝕的保護劑，把線路板放到腐蝕液中，沒有被保護劑遮住的部份便會被蝕走，最後把保護劑清理。
- 感光板：把預先設計好的電路圖制在透光的膠片遮罩上（最簡單的做法就是用打印機印出來的投影片），同理應把需要的部份印成不透明的顏色，再在空白線路板上塗上感光顏料，將預備好的膠片遮罩放在電路板上照射強光數分鐘，除去遮罩後用顯影劑把電路板上的圖案顯示出來，最後如同用絲網印刷的方法一樣把電路腐蝕。
- 刻印：利用銑床或雷射彫刻機直接把空白線路上不需要的部份除去。

#### 加成法
加成法（Additive），現在普遍是在一塊預先鍍上薄銅的基板上，覆蓋光阻劑（D/F)，經紫外光曝光再顯影，把需要的地方露出，然後利用電鍍把線路板上正式線路銅厚增厚到所需要的規格,再鍍上一層抗蝕刻阻劑－金屬薄錫，最後除去光阻劑（這製程稱為去膜），再把光阻劑下的銅箔層蝕刻掉。

##### 半加成法
半加成法是在基材绝缘介质表面，首先沉积一层薄铜，然后在其上覆盖抗蚀剂，选择性遮盖非目标区域，之后再利用电镀沉积一层厚铜，最后除去抗蚀剂和闪蚀掉薄层基铜完成电子线路构建。

### 多層製作

#### 積層法
積層法是製作多層印刷電路板的方法之一。是在製作內層後才包上外層，再把外層以減去法或加成法所處理。不斷重複積層法的動作，可以得到再多層的多層印刷電路板則為順序積層法。
1. 內層製作
2. 積層編成（即黏合不同的層數的動作）
3. 積層完成（減去法的外層含金屬箔膜；加成法）
4. 鑽孔
  - 減去法
    - Panel電鍍法
      1. 全塊PCB電鍍
      2. 在表面要保留的地方加上阻絕層（resist，防止被蝕刻）
      3. 蝕刻
      4. 去除阻絕層

    - Pattern電鍍法
      1. 在表面不要保留的地方加上阻絕層
      2. 電鍍所需表面至一定厚度
      3. 去除阻絕層
      4. 蝕刻至不需要的金屬箔膜消失

  - 加成法
    1. 令表面粗糙化

    - 完全加成法（full-additive）
      1. 在不要導體的地方加上阻絕層
      2. 以無電解銅組成線路

    - 部分加成法（semi-additive）
      1. 以無電解銅覆蓋整塊PCB
      2. 在不要導體的地方加上阻絕層
      3. 電解鍍銅
      4. 去除阻絕層
      5. 蝕刻至原在阻絕層下無電解銅消失

#### 增層法
增層法是製作多層印刷電路板的方法之一，顧名思義是把印刷電路板一層一層的加上。每加上一層就處理至所需的形狀。

#### ALIVH
ALIVH（Any Layer Interstitial Via Hole，Any Layer IVA）是日本松下電器開發的增層技術。這是使用芳香聚醯胺（Aramid）纖維布料為基材。
1. 把纖維布料浸在環氧樹脂成為「黏合片」（prepreg）
2. 雷射鑽孔
3. 鑽孔中填滿導電膏
4. 在外層黏上銅箔
5. 銅箔上以蝕刻的方法製作線路圖案
6. 把完成第二步驟的半成品黏上在銅箔上
7. 積層編成
8. 再不停重覆第五至七的步驟，直至完成

#### B2it
B2it（Buried Bump Interconnection Technology）是東芝開發的增層技術。
1. 先製作一塊雙面板或多層板
2. 在銅箔上印刷圓錐銀膏
3. 放黏合片在銀膏上，並使銀膏貫穿黏合片
4. 把上一步的黏合片黏在第一步的板上
5. 以蝕刻的方法把黏合片的銅箔製成線路圖案
6. 再不停重覆第二至四的步驟，直至完成

## 注文
"FirstPCB"
"Seeed Studio" （页面存档备份，存于）
"Elecrow" （页面存档备份，存于）
"Makerfabs" （页面存档备份，存于）
"PCBONLINE" （页面存档备份，存于）

## 产业现状
由于印制电路板的制作处于电子设备制造的后半程，因此被称为电子工业的下游产业。几乎所有的电子设备都需要印制电路板的支援，因此印制电路板是全球电子元件产品中市场占有率最高的产品。目前日本、中国大陆、臺湾、西欧和美国为主要的印制电路板制造基地。

## PCB设计软件
- Altium Designer —— 一体化的电子产品开发系统。
- OrCAD —— 电子设计自动化套装软件，用于电子工程师设计印刷电路板。
- KiCad —— 是用于印刷电路板设计的自由软件，最初由法国人Jean-Pierre Charras于1992年推出，现由KiCad开发者团队维护。KiCad目前支持英语、法语、德语、意大利语、中文、日语等23个语言版本。
- 立创EDA —— 由嘉立创印刷电路板板厂推出的网页在线印刷电路板设计工具，亦有离线版本。

## 外部連結
- 印制电路板生产厂家 （页面存档备份，存于）
- 電子印刷（页面存档备份，存于）